# Alcyonidium sagamianum
Alcyonidium sagamianum är en mossdjursart som beskrevs av Shunsuke F. Mawatari 1953. Alcyonidium sagamianum ingår i släktet Alcyonidium och familjen Alcyonidiidae. Inga underarter finns listade i Catalogue of Life.